# Onosma kittaniae
Onosma kittaniae är en strävbladig växtart som beskrevs av P.Arne K. Strid, Stefanovic, Kit Tan, Iatroú. Onosma kittaniae ingår i släktet Onosma och familjen strävbladiga växter. Inga underarter finns listade i Catalogue of Life.